# Bandak
Bandak er en sø i Vestfold og Telemark fylke i det sydlige Norge, beliggende i kommunerne Tokke og Kviteseid. Søen er ca. 27 km lang, og har et areal på 26,40 km²; Den ligger
72 moh., og har en omkreds på 60,16 km og er med 325 meters dybde Norges syvende dybeste sø. Søen, som er en del af Telemarkskanalen, hører til Skiensvassdraget. Hovedtilløbet er elven Tokke, mens udløbet er via «Strauman», til Kviteseidvatnet. I vestenden ligger byen  Dalen, på nordsiden Lårdal og på sydsiden Bandaksli.